# Dračí král
Dračí král, také známý jako dračí bůh, je čínský bůh vody a počasí. Je považován za toho, který přináší déšť a jeho zoomorfní vyobrazení reprezentuje mužskou jangovou sílu. Je kolektivním ztělesněním starodávného konceptu draka v čínské kultuře. Může mít různé podoby, z nichž ta nejdůležitější je kosmologická podoba S'-chaj Lung-wang (四海龍王, Dračí král čtyř moří). Společně se Žlutým drakem (Chuang-Lung, 黃龍), Süan-jüan, představuje vodní a chtonické síly, kterým předsedá Wu-fang Šang-ti (五方上帝, Pět forem nejvyššího božstva), nebo jejich zoomorfní inkarnace. Jedním z jeho epitetonů je Dračí král studní a pramenů. Dračí král je králem draků a ovládá také všechny tvory žijící v moři. Přijímá rozkazy od Nefritového císaře.

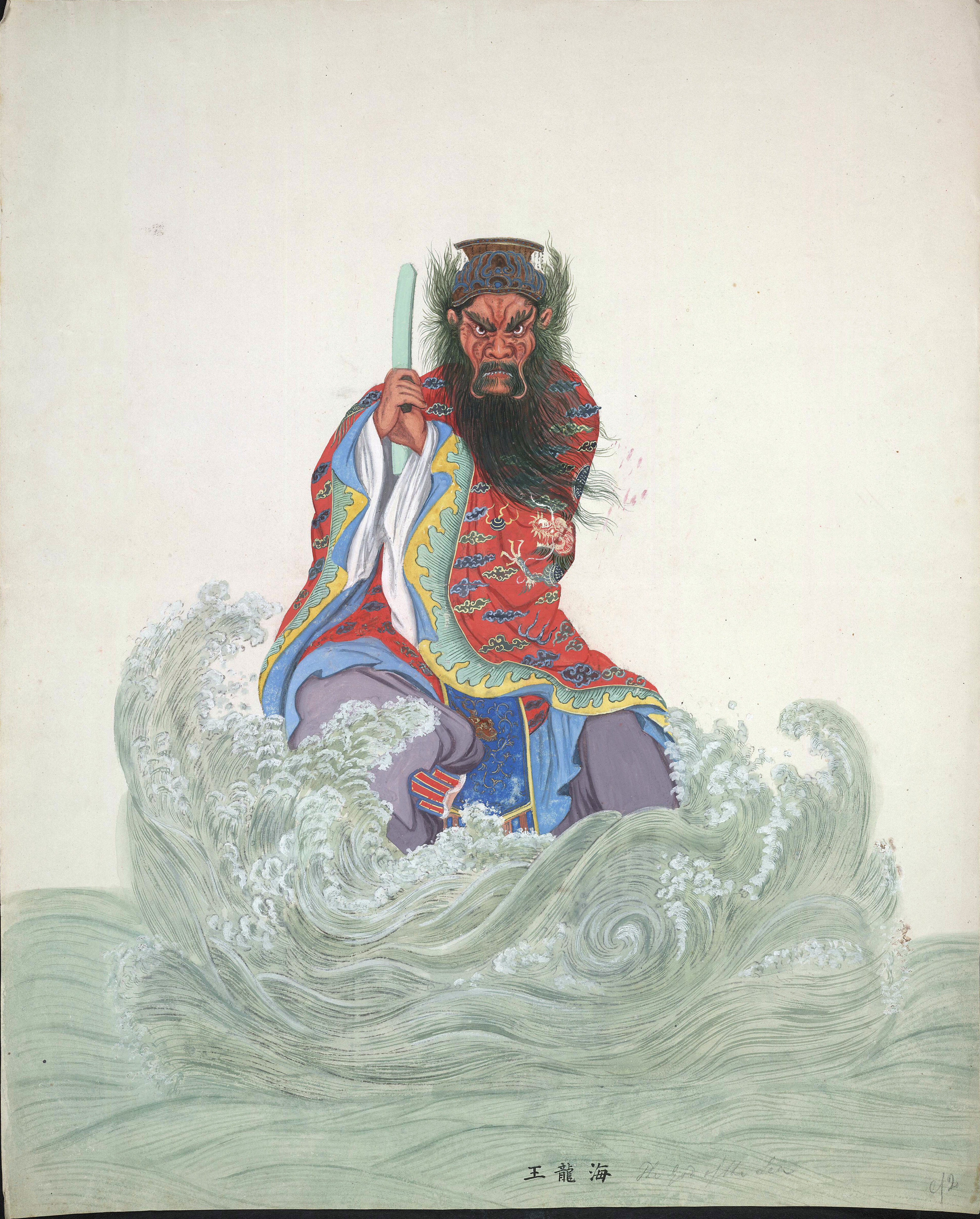
Dračí král čtyř moří, namalováno v první polovině 19. století

Kromě toho, že je vodním božstvem, dračí bůh často slouží také jako územní opatrovnické božstvo, podobně jako Tchu-ti-kung a Chou-tchu.

## Uctívání draků
Starověcí Číňané uctívali bohy draků, jelikož čínský drak je imaginací plaza, který reprezentuje evoluci předků a energii čchi. Přítomnost draků v čínské kultuře se datuje od doby před několika tisíci let, podle nálezu z roku 1987, kdy byla objevena v Che-nanu socha draka z pátého tisíciletí před naším letopočtem pocházející z kultury Jang-šao. Byly také vykopány nefritové odznaky hodnosti ve svinuté podobě z Chung-šanské kultury (4700–2900 př. n. l.). Některé z prvních dračích artefaktů jsou řezby prasečích draků, pocházející rovněž z Chung-šanské kultury.

## Žlutý drak
Žlutý drak (Chuang-lung, 黃龍) nemá žádnou konkrétní vodní plochu, jejímž patronem by byl. Avšak jako zoomorfní inkarnace Žlutého císaře představuje zdroj nesčetných věcí.

## Dračí králové čtyř moří
Každý ze čtyř dračích králů čtyř moří (S'-chaj Lung-wang, 四海龍王) je asociován s barvou a vodním útvarem, odpovídajícím jednomu ze čtyř hlavních směrů a přirozených hranic Číny: Východní moře (odpovídá Východočínskému moři), Jižní moře (odpovídá Jihočínskému moři), Západní moře (reprezentuje jezero Čching-chaj) a Severní moře (reprezentuje jezero Bajkal). Objevují se v klasických románech, jako je The Investiture of the Gods a Putování na západ. Každý z nich má své vlastní jméno a sdílí jedno příjmení Ao (敖, což znamená „hrát“ nebo „pyšný“).

### Azurový drak
Azurový drak nebo Modrozelený drak (Čching-lung, 靑龍) nebo Zelený drak (Cchang-lung, 蒼龍) je dračí bůh východu a esence jara. Jeho vlastní jméno je Ao Kuang (敖廣 nebo 敖光) a je patronem Východočínského moře.

### Červený drak
Červený drak (Čch'-lung, 赤龍 nebo Ču-lung 朱龍, doslovně „drak rumělky“, „drak Vermilion“) je dračí bůh jihu a esence léta. Je patronem Jihočínského moře a jeho skutečné jméno je Ao čchin (敖欽).

### Černý drak
Černý drak (Chej-lung, 黑龍), nazývaný také „Temný drak“ nebo „Tajemný drak“ (Süan-lung, 玄龍), je dračí bůh severu a esence zimy. Jeho vlastní jména jsou Ao šun (敖順) nebo Ao Ming (敖明) a vodní útvar, který střeží je jezero Bajkal.

### Bílý drak
Bílý drak (Paj-lung, 白龍) je dračí bůh západu a esence podzimu. Jeho vlastní jména jsou Ao žun (敖閏), Ao ťün (敖君) nebo Ao ťi (敖吉). Je patronem jezera Čching-chaj.

## Uctívání dračího boha
Uctívání dračího boha se v celé Číně slaví oběťmi a průvody během pátého a šestého měsíce, zejména v den jeho narozenin. To je třináctého dne šestého měsíce. Dračí Bůh je tradičně uctíván závody dračích lodí.